# UC-79号潜艇
陛下之UC-79号艇是德意志帝国海军于第一次世界大战期间建造的最后一艘UC-II型近岸布雷潜艇或称U艇。它由汉堡的伏尔铿船厂承建，于1916年12月19日新船下水，至1917年1月22日交付使用。其全长50.5米，水面及水下排水量分别为410吨和493吨，艇载武器则包括三具鱼雷发射管、六具水雷滑射槽以及一门88毫米口径甲板炮。UC-79号入役后曾先后被部署至驻波罗的海的库尔兰区舰队和驻比利时的佛兰德区舰队，并参与了大西洋潜艇战。通过其十一次巡逻，共直接或间接击沉10艘协约国和中立国舰船，容积总吨累计为12,241吨。1918年4月，该艇据信于巡逻返航途中在法国的灰鼻岬附近水域穿越多佛尔屏障时触雷沉没，艇内29名官兵全数阵亡。

## 设计
1915年秋天，由于中立国美国的干预，U艇战几乎陷入停顿，导致德国广泛开展《国际法》所允许的水雷战，从而使布雷潜艇的需求量相应增加。德意志帝国海军潜艇监察局（Inspektion des U-Bootwesens）的开发部门留意到了这一点，遂以UB-II型为基础，按照兼顾布雷效率和生产速度的要求，以41号工程的名义设计了UC-II型潜艇。为了弥补前型UC-I型的缺陷，UC-II型艇不仅更大，而且采用双轴推进系统。然而，与前型最主要的区别在于，UC-II型艇重新运用了双壳体结构。但它并非纯粹的双体潜艇，而是一种中间过渡型；因为外层没有封闭耐压壳体，而是作为鞍形水柜附在上方。
UC-79号是64艘UC-II型方案的最后一艘。这个亚型的艇体结构与UB-II型类似，但体积更大，全长为50.5米，并有3.65米的吃水深度；由于不再考虑铁路运输的装载限界，舷宽也得以增至5.22米。其水上和水下排水量分别为410吨和493吨。艇只采用两台科尔庭六缸四冲程600匹公制馬力（440千瓦特）柴油机用于水面运行，以及两台620匹公制馬力（460千瓦特）的西门子-舒克特电动发电机用于水下航行；水面最高航速11.8節（21.9每小時），水下7.3節（13.5每小時）；能够在水面以7節（13每小時）航速续航10,230海里（18,950），或以4節（7.4每小時）连续在水下航行52海里（96）而无需充电。其潜没需时约为30秒，能够在50米的深度下运作。
作为布雷潜艇，UC-79号改将六具布雷滑射槽安装在艇体前部，每具储存井内的水雷数量增至3枚，即合共18枚UC200型水雷。布雷时只需将存储井底部的盖板打开，水雷便可凭借自身重量滑入水中。随着滑射槽长度增加，艇体艏楼的上层建筑被抬高，上层建筑与司令塔之间的凹陷处布置了一门88毫米30倍径速射炮作为甲板炮。但由于位置相对较低，火炮甲板在恶劣海况下很容易被涌浪淹没。此外，UC-79号还装备有三具500毫米鱼雷发射管，这极大提升了潜艇的攻击能力。其中艇艏两具外置在两侧、艇艉一具则为内置式，并可搭载合共7枚G6型鱼雷。其标准船员编制为3名军官及23名水兵。

## 历史
1916年1月12日，在海军元帅阿尔弗雷德·冯·提尔皮茨的倡议下，国家海军办公室分别向五家德国造船厂发包第三批次的UC-II型潜艇。UC-79号因此成为汉堡伏尔铿船厂承建的该批次六号艇，建造编号为84。它于1916年12月19日新船下水，至1917年1月22日在前UB-6号艇长、海军上尉埃里希·黑克尔的指挥下交付使用，随即展开海试。在黑克尔之后，维尔纳·勒韦中尉（1917年9月24日－1918年2月6日）和阿尔弗雷德·克拉迈尔中尉（1918年2月7日－4月）也曾担任该艇指挥官。完成海试后，UC-79号先是于1917年4月1日被编入驻利鲍的库尔兰区舰队，自同年8月7日起又转配至驻泽布吕赫的佛兰德区舰队，成为海军佛兰德集团军的一份子。
在库尔兰服役期间，UC-79号曾被分遣至驻瓦尔讷明德的第四鱼雷艇区舰队参与行动，足迹遍及厄勒海峡、卡特加特海峡和斯卡格拉克海峡；转配至佛兰德后，该艇又参与了大西洋潜艇战，巡逻范围地点包括布雷斯特对开、英格兰东岸以及比斯开湾等多处水域。通过十一次布雷及破交战巡逻，该艇合共击沉协约国或中立国的6艘商船和4艘辅助军舰，另俘获了14艘商船作战利品，击沉和俘获总吨位分别为12,241吨和10,961吨。其中，体积最大的受害者是容积总吨为2,911吨的法国货轮波摩纳号（Pomone），它于1917年11月24日从里斯本运送磷酸盐和葡萄酒前往布雷斯特的途中，在西班牙北岸的比利亚维西奥萨对开海面遭勒韦发射鱼雷击沉。此外，分别隶属于英国皇家海军和法国海军的3艘武装拖网船和1艘辅助巡逻舰的覆灭也被计入UC-79号战功。1918年4月的第一周，当UC-79号从巡逻返航的途中，在法国的灰鼻岬附近水域穿越多佛尔屏障时触雷沉没。确切的沉没日期尚无法确定。艇内29名官兵全数阵亡。英国皇家海军潜水员于1918年8月率先在55°50′N 01°34′E / 55.833°N 1.567°E处寻获UC-79号的残骸，并在此后由法国潜水团队重新发现及确认了其身份。

## 袭击历史摘要
| 日期           | 船名              | 船籍         | 吨位  | 结局       |
| -------------- | ----------------- | ------------ | ----- | ---------- |
| 1917年4月23日  | 伊登号            | 丹麦         | 645   | 缴作战利品 |
| 1917年4月24日  | 金发哈拉尔号      | 挪威         | 475   | 缴作战利品 |
| 1917年4月28日  | 劳拉号            | 丹麦         | 787   | 缴作战利品 |
| 1917年4月28日  | 大贝尔特号        | 丹麦         | 599   | 缴作战利品 |
| 1917年5月15日  | 埃伦号            | 丹麦         | 786   | 缴作战利品 |
| 1917年5月16日  | 托伦号            | 挪威         | 990   | 缴作战利品 |
| 1917年5月17日  | 亚历山大·舒科夫号 | 丹麦         | 1,652 | 缴作战利品 |
| 1917年5月18日  | 马格努斯号        | 丹麦         | 1,297 | 缴作战利品 |
| 1917年5月20日  | 奥托号            | 丹麦         | 152   | 缴作战利品 |
| 1917年5月20日  | 波摩纳号          | 荷蘭         | 789   | 缴作战利品 |
| 1917年7月6日   | 罗讷号            | 丹麦         | 1,050 | 缴作战利品 |
| 1917年7月8日   | 厄俄斯号          | 丹麦         | 838   | 缴作战利品 |
| 1917年7月8日   | 尼哈门号          | 瑞典         | 302   | 缴作战利品 |
| 1917年7月8日   | 大贝尔特号        | 丹麦         | 599   | 缴作战利品 |
| 1917年8月13日  | 艾米莉·加林号     | 法國         | 1,944 | 击沉       |
| 1917年10月15日 | 加思克莱德号      | 英国         | 2,124 | 击沉       |
| 1917年10月17日 | 红宝石号          | 英國皇家海軍 | 251   | 击沉       |
| 1917年10月19日 | 勒纳尔号          | 法国海军     | 285   | 击沉       |
| 1917年10月19日 | 库皮卡号          | 纽芬兰自治领 | 1,240 | 击沉       |
| 1917年10月21日 | 汤姆·罗珀号       | 英国         | 120   | 击沉       |
| 1917年11月19日 | 日德兰号          | 英国         | 2,824 | 击沉       |
| 1917年11月24日 | 波摩纳号          | 法國         | 2,911 | 击沉       |
| 1918年1月31日  | 象号              | 法国海军     | 286   | 击沉       |
| 1918年2月2日   | 雷明多号          | 英國皇家海軍 | 256   | 击沉       |

## 脚注
1. 1 2 3 4  Helgason, Guðmundur. . German and Austrian U-boats of World War I - Kaiserliche Marine - Uboat.net.   [2009-02-23].
2. ↑  Tarrant，第173頁.
3. 1 2 3  Gröner 1991，第31-32頁.
4. 1 2  Helgason, Guðmundur. . German and Austrian U-boats of World War I - Kaiserliche Marine - Uboat.net.   [2015-03-04].
5. ↑  Helgason, Guðmundur. . German and Austrian U-boats of World War I - Kaiserliche Marine - Uboat.net.   [2015-03-04].
6. ↑  Helgason, Guðmundur. . German and Austrian U-boats of World War I - Kaiserliche Marine - Uboat.net.   [2015-03-04].
7. ↑  陈进，第48頁.
8. ↑  . Navypedia.   [2022-09-16]. （原始内容存档于2023-01-20）.
9. ↑  陈进，第46頁.
10. ↑  Herzog，第139頁.
11. ↑  NARS，第130頁.
12. 1 2 3  Helgason, Guðmundur. . German and Austrian U-boats of World War I - Kaiserliche Marine - Uboat.net.   [2015-03-04].
13. ↑  Helgason, Guðmundur. . German and Austrian U-boats of World War I - Kaiserliche Marine - Uboat.net.   [2023-04-10].